# Історія Мозамбіку

## Доісторичний період
У 6-1 тис. до н. е. територію сучасного Мозамбіку, як і інші країни Південної Африки, населяли койсанські народи. Вони займалися в основному мисливством та збиральництвом, мали кам'яні знаряддя праці.
У 1-4 ст. н. е. розпочалось заселення території Мозамбіку з півночі народами банту, які принесли з собою культуру землеробства та вміння виготовляти залізні вироби, а також вироби з інших металів. Поступово койсанські народи були витіснені з території сучасного Мозамбіку на південь.

## Рання історія
З 8 ст. на узбережжя Мозамбіку почали проникати арабські мореплавці і торговці. Вони заснували тут чисельні торговельні факторії,  серед  яких  найбільша  -  Софала.
Між 5-им та 16-им ст. в банту складалися державні утворення. Держава Мономотапа з центром на території сучасного Зімбабве у 15-16 ст. володіла землями сучасного Мозамбіку між річками Замбезі та Саві і Індійським океаном. Одночасно з цим на північ від Замбезі землі входили до складу держави  Мараві з центром в сучасній державі Малаві.

## Колоніальний період
Коли португальські моряки експедиції Васко да Гами досягли Мозамбіку1498 року, на узбережжі вже існували арабські торгові поселення. В XVI столітті на території Мозамбіку з'являються португальські поселення, які стали базами на торговельних шляхах до Південної Азії. Пізніше білі люди стали проникати вглиб країни в пошуках золота і рабів. Хоча португальський вплив в регіоні розширювалося, влада трималася на окремих поселенців, що мали значну автономію. Португалія приділяла більше уваги більш вигідній торгівлі з Індією і Південно-Східною Азією, а також колонізації Бразилії.
До початку XX століття Португалія поступилася управлінням великих територій своєї колонії трьом приватним британським компаніям: Компанії Мозамбіку, Компанії Замбезі та Компанії Ньяса. Ці компанії побудували залізниці, які зв'язали Мозамбік з сусідніми колоніями Великої Британії, і забезпечували поставки дешевої робочої сили на плантації і шахти країн регіону.
Після Другої світової війни Португалія не послідувала прикладу інших країн Європи і не стала надавати незалежність своїм колоніям. Вони були оголошені «заморськими територіями», в них тривала міграція з метрополії. В умовах деколонізації більшості країн континенту й зростання впливу національно-визвольних рухів на міжнародній арені в португальських володіннях почалися процеси політичної консолідації опонентів режиму. В 1962 році кілька антиколоніальних політичних груп об'єдналися у Фронт визволення Мозамбіку (ФРЕЛІМО), який у вересні 1964 року ініціював збройну боротьбу проти португальської колоніальної влади. З самого початку фронт підтримував тісні контакти з повстанськими групами Анголи (МПЛА) та Гвінеї-Бісау (ПАІГК).
ФРЕЛІМО, спираючись на бази в Танзанії і підтримку СРСР і Китаю, вів активні бойові дії в північних регіонах країни і в змозі був проводити на підконтрольній території партійні з'їзди, проте в цілому військові фахівці оцінюють підсумок протистояння до середини 70-х років як нічийний.

## Незалежність
Після збройного перевороту в Португалії, відомого як Революція гвоздик, Мозамбік отримав незалежність 25 червня 1975 року. У цих умовах ФРЕЛІМО встановив однопартійну систему з орієнтацією на країни соціалістичного табору, розпустив релігійні навчальні заклади, демонтував традиційну систему управління з опорою на вождів, ввів планову економіку, процес супроводжувався великою націоналізацією, погано продуманою аграрною реформою і вигнанням всіх португальських поселенців, що позбавило нову країну практично всього корпусу кваліфікованих фахівців. За підтримки Південної Родезії та ПАР в країні сформувалася збройна опозиція режиму, почалася громадянська війна, яка супроводжувалася значними жертвами серед мирного населення, нанесенням обширного збитку інфраструктурі, міграцією великої кількості біженців. Військові дії завершилися тільки в 1992 році, після зміни політичної картини регіону.
Після підписання мирного договору і переходу опозиції в політичний простір в Мозамбіку йде боротьба між колишніми антагоністами громадянської війни, а нині гігантами політичної сцени — ФРЕЛІМО і РЕНАМО, що спираються значною мірою на найбільші етнічні групи країни; РЕНАМО черпає підтримку на півночі, їхні опоненти на півдні. ФРЕЛІМО незмінно перемагає на парламентських і президентських виборах.
Незважаючи на зазначені міжнародним співтовариством досягнення в економіці, Мозамбік продовжує залишатися однією з найбідніших країн світу.